# Cunila
Cunila je rod cvjetnica s 20 vrsta, uglavnom grmova, iz porodice Lamiaceae. Rod je raširen po Sjevernoj, Srednjoj i Južnoj Americi
Tipična vrsta je sjevernoamerički polugrm ili grm Cunila mariana L., sinonim za Cunila origanoides.

## Vrste
1. Cunila angustifolia Benth.
2. Cunila crenata García-Peña & Tenorio
3. Cunila fasciculata Benth.
4. Cunila galioides Benth.
5. Cunila incana Benth.
6. Cunila incisa Benth.
7. Cunila jaliscana García-Peña & J.G.González
8. Cunila leucantha Kunth ex Schltdl. & Cham.
9. Cunila lythrifolia Benth.
10. Cunila menthiformis Epling
11. Cunila menthoides Benth.
12. Cunila microcephala Benth.
13. Cunila origanoides (L.) Britton
14. Cunila platyphylla Epling
15. Cunila polyantha Benth.
16. Cunila pycnantha B.L.Rob. & Greenm.
17. Cunila ramamoorthiana M.R.Garcia-Pena
18. Cunila socorroae García-Peña & J.G.González
19. Cunila spicata Benth.
20. Cunila tenuifolia Epling

## Sinonimi
- Hedyosmos Mitch.; Diss. Bot. & Zool. 33 (1769)
- Mappia Heist. ex Adans.; Fam. 2: 193 (1763)